# Provisorischer Konföderiertenkongress
Der Provisorische Konföderiertenkongress, für eine Amtszeit der legislative Zweig der Konföderierten Staaten, war das Gremium, das die Verfassung der Konföderierten Staaten entwarf, Jefferson Davis zum Präsidenten der Konföderierten Staaten wählte und die erste Konföderiertenflagge entwarf. Anders als der spätere aus zwei Kammern bestehende Konföderiertenkongress, hatte der Provisorische Konföderiertenkongress nur eine Kammer und seine Mitglieder wurden als Deputierte und Delegierte bezeichnet.

## Sitzungen
- Erste Sitzung 4. Februar 1861 bis 16. März 1861 in Montgomery, Alabama
- Zweite Sitzung 29. April 1861 bis 21. Mai 1861 in Montgomery, Alabama
- Dritte Sitzung 20. Juli 1861 bis 31. August 1861 in Richmond, Virginia
- Vierte Sitzung 3. September 1861 (Abgebrochen) in Richmond, Virginia
- Fünfte Sitzung 18. November 1861 bis 17. Februar 1862 in Richmond, Virginia

## Leitung
Vorsitzende des Provisorischen Kongresses
- Howell Cobb aus Georgia (4. Februar 1861 bis 17. Februar 1862)

vorläufige Vorsitzende
- Robert Woodward Barnwell aus South Carolina (4. Februar 1861)
- Thomas Stanley Bocock aus Virginia (10. – 21. Dezember 1861 und 7. – 8. Januar 1862)
- Josiah Abigail Patterson Campbell aus Mississippi (23. – 24. Dezember 1861 und 6. Januar 1862)

## Mitglieder

### Deputierte
Deputierte aus den ersten sieben Staaten, die sich abgespalten und die ersten zwei Sitzungen des Kongresses bildeten.
Alabama
- William Parish Chilton Sr.
- Jabez Lamar Monroe Curry
- Thomas Fearn (trat zurück 16. März 1861 nach der ersten Sitzung)
  - Nicholas Davis Jr. (nahm seinen Sitz ein 29. April 1861 – gewählt, um die offene Stelle zu füllen)
- Stephen Fowler Hale
- David Peter Lewis (trat zurück 16. März 1861 nach der ersten Sitzung)
  - Henry Cox Jones (nahm seinen Sitz ein 29. April 1861 – gewählt, um die offene Stelle zu füllen)
- Colin John McRae
- John Gill Shorter (trat zurück November 1861)
  - Cornelius Robinson (nahm seinen Sitz ein 29. April 1861 – gewählt, um die offene Stelle zu füllen; trat zurück 24. Januar 1862)
- Robert Hardy Smith
- Richard Wilde Walker

Florida
- James Patton Anderson (trat zurück 8. April 1861)
  - George Taliaferro Ward (nahm seinen Sitz ein  2. Mai 1861 – gewählt, um die offene Stelle zu füllen; trat zurück 5. Februar 1862)
  - John Pease Sanderson (nahm seinen Sitz ein 5. Februar 1862 – ernannt, um die offene Stelle zu füllen)
- Jackson Morton
- James Byeram Owens

Georgia
- Francis Stebbins Bartow (getötet 21. Juli 1861 in der Ersten Schlacht am Bull Run)
  - Thomas Marsh Forman (nahm seinen Sitz ein 7. August 1861 – ernannt, um die offene Stelle zu füllen)
- Howell Cobb
- Thomas Reade Rootes Cobb
- Martin Jenkins Crawford
- Benjamin Harvey Hill
- Augustus Holmes Kenan
- Eugenius Aristides Nisbet (trat zurück 10. Dezember 1861)
  - Nathan Henry Bass (nahm seinen Sitz ein 14. Januar 1862 – ernannt, um die offene Stelle zu füllen)
- Alexander Hamilton Stephens
- Robert Augustus Toombs
- Augustus Romaldus Wright

Louisiana
- Charles Magill Conrad
- Alexandre Etienne DeClouet
- Duncan Farrar Kenner
- Henry Marshall
- John Perkins junior
- Edward Sparrow

Mississippi
- William Taylor Sullivan Barry
- Walker Brooke
- Josiah Abigail Patterson Campbell
- Alexander Mosby Clayton (trat zurück 11. Mai 1861)
  - Alexander Blackburn Bradford (nahm seinen Sitz ein 5. Dezember 1861 – gewählt, um die offene Stelle zu füllen)
- Wiley P. Harris
- James Thomas Harrison
- William Sydney Wilson (trat zurück 16. März 1861 nach der ersten Sitzung)
  - Jehu Amaziah Orr (nahm seinen Sitz ein 29. April 1861 – gewählt, um die freie Stelle zu füllen)

South Carolina
- Robert Woodward Barnwell
- William Waters Boyce
- James Chesnut Jr.
- Laurence Massillon Keitt
- Christopher Gustavus Memminger
- William Porcher Miles
- Robert Rhett
- Thomas Jefferson Withers (trat zurück 21. Mai 1861 nach der zweiten Sitzung)
- James Lawrence Orr (nahm seinen Sitz ein 17. Februar 1862 – ernannt, um die Stelle zu füllen)

Texas
- John Gregg
- John Hemphill (gestorben 4. Januar 1862)
- William Beck Ochiltree
- Williamson Simpson Oldham
- John Henninger Reagan
- Thomas Neville Waul
- Louis Wigfall

### Delegierte
Vertreter der Staaten, die sich nach der Schlacht von Fort Sumter abspalteten, wurden im Gegensatz zu den Deputierten den sieben Ursprungstaaten als Delegierte bezeichnet.
| Arkansas - Augustus Hill Garland - Robert Ward Johnson - Albert Rust - Hugh French Thomason - William Wirt Watkins Kentucky - Henry Cornelius Burnett - Theodore Legrand Burnett - John Milton Elliott - George Washington Ewing - Samuel Howard Ford - George Baird Hodge - Thomas Johnson - Thomas Bell Monroe - John J. Thomas - Daniel Price White Missouri - Caspar Wistar Bell - John Bullock Clark - Aaron H. Conrow - William Mordecai Cooke - Thomas W. Freeman - Thomas Alexander Harris - Robert Ludwell Yates Peyton - George Graham Vest North Carolina - William Waightstill Avery - Francis Burton Craige - Allen Turner Davidson - George Davis - Thomas David Smith McDowell - John Motley Morehead - Richard Clauselle Puryear - Thomas Ruffin - William Nathan Harrell Smith - Abraham Watkins Venable | Tennessee - John DeWitt Clinton Atkins - Robert Looney Caruthers - David Maney Currin - William Henry DeWitt - John Ford House - Thomas McKissick Jones - James Houston Thomas Virginia - Thomas Stanley Bocock - Alexander Boteler - John White Brockenbrough - Robert Mercer Taliaferro Hunter - Robert Johnston - William Hamilton MacFarland - James Murray Mason - Walter Preston - William B. Preston - Roger Atkinson Pryor - William Cabell Rives - Charles Wells Russell - Robert Eden Scott - James Alexander Seddon - Waller Redd Staples - John Tyler (gestorben 18. Januar 1862) Arizona-Territorium - Granville Henderson Oury |